# Ерманс
Ерманс (фр. Hermance) — місто  в Швейцарії в кантоні Женева.

## Географія
Місто розташоване на відстані близько 120 км на південний захід від Берна, 13 км на північний схід від Женеви.
Ерманс має площу 1,4 км², з яких на 29% дозволяється будівництво (житлове та будівництво доріг), 57,2% використовуються в сільськогосподарських цілях, 11,7% зайнято лісами, 2,1% не є продуктивними (річки, льодовики або гори).

## Демографія
2019 року в місті мешкало 1047 осіб (+11,7% порівняно з 2010 роком), іноземців було 27,5%. Густота населення становила 727 осіб/км².
За віковим діапазоном населення розподілялося таким чином: 25,8% — особи молодші 20 років, 54% — особи у віці 20—64 років, 20,2% — особи у віці 65 років та старші. Було 340 помешкань (у середньому 2,9 особи в помешканні).
Із загальної кількості 199 працюючих 5 було зайнятих в первинному секторі, 16 — в обробній промисловості, 178 — в галузі послуг.